# Lycenchelys wilkesi
Lycenchelys wilkesi é uma espécie de peixe da família Zoarcidae e da ordem Perciformes.

## Morfologia
As fêmeas podem atingir 24,9 cm de comprimento total.

## Habitat
É um peixe marítimo e demersal que vive entre 1.113-1.153 m de profundidade.

## Distribuição geográfica
É encontrado no Oceano Antártico.

## Observações
É inofensivo para os humanos.